# Rémi Gaulin

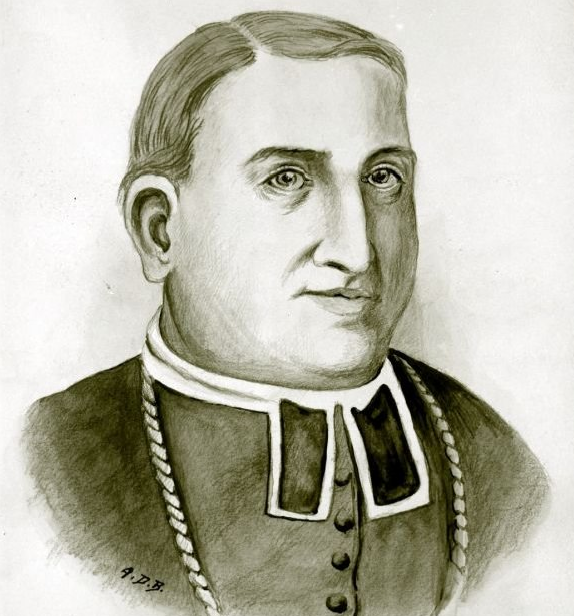
Rémi Gaulin

Rémi Gaulin (* 30. Juni 1787 in Québec; † 8. Mai 1857 in  Sainte-Philomène bei Montreal) war ein kanadischer Bischof der römisch-katholischen Kirche.
Joseph-Octave Plessis weihte ihn am 13. Oktober 1811 zum Priester.
Papst Gregor XVI. ernannte ihn am 10. Mai 1833 zum Koadjutorbischof von Kingston und Titularbischof von Thabraca. Jean-Jacques Lartigue PSS, Weihbischof in Québec, spendete ihn am 20. Oktober 1833 die Bischofsweihe. Nach dem Tod von Alexander Macdonell folgte er diesem am 14. Januar 1840 als Bischof von Kingston nach.